# Smart Fortwo
Smart Fortwo (stilizat ca „smart fortwo”) este un ultramini hatchback cu motor spate, tracțiune spate, pentru 2 pasageri, produs și comercializat de divizia Smart a multinaționalei germane Daimler AG. Introdus în 1998, este acum la a treia generație.